# Метт Паркер
Метью Паркер (англ. Matthew Thomas "Matt" Parker; нар. 22 грудня 1980) — австралійський автор рекреаційної математики, YouTube-особистість і комунікатор. Паркер бере участь в заохоченні громадськості до математики та є науковим співробітником в Лондонському університеті королеви Марії. Він колишній учитель математики, і допомагає популяризувати математику через його тури і відео.

## Раннє життя та освіта
Метт Паркер виріс в Перті, Австралія. Він був зацікавлений у математиці та науці, перш ніж пішов у школу. Паркер був частиною титрування в команді своєї школи.
Паркер вступив до Університету Західної Австралії і почав вивчати машинобудування, перш ніж він усвідомив небезпеку бути працездатним в цій сфері в кінці навчання. Він перейшов до фізики та математики. Його любов до математики привела його до потрібної роботи в цій темі.

## Заняття
Після закінчення коледжу, Паркер викладав математику в Австралії за деякий час до переїзду в Лондон і початком безперервного навчання. Пізніше він став брати участь у підтримці освіти, працювати з вишами та іншими організаціями, щоб організувати переговори з математики. Потім він повернувся до викладання після зупинки довжиною з рік. Він зараз допомагає студентам доносити математику іншим людям, виступає в школах, займається медійною роботою, і часом пише про математику. Його мета — «отримати більше людей, які захоплюються математикою».
Паркер з'явилася в численних Ютуб-відео, кажучи про різних предметах, пов'язаних з математикою. У нього є свій канал на YouTube «StandUpMaths» з більш ніж 400 000 підписників, а також з'являється на популярних каналах, таких як Бреді Харан «Numberphile» і Джеймс Мей «BritLab|Head Squeeze» (зараз «BritLab»). Паркер зняв відео про розпакування калькуляторів, в тому числі про його улюблений — маленький Професор; він представляє ці відео як член вигаданої спілки «калькулятор — вдячність суспільства».
Паркер гастролював у Великій Британії як сольно, так і в складі комедійної групи Festival of the Spoken Nerd, разом з Хелен Арні і Стів цвіль. Свій перший сольний тур «Метью Паркер: Number Ninja (число ніндзя)» закінчив у липні 2013 року, а його другий сольний тур «Matt Parker: Now in 4D» (Метью Паркер: тепер в 4D) почався в кінці 2014 року.
Він написав книгу Things to Make and Do in the Fourth Dimension (що робити в четвертому вимірі)«. Його друга книга, Humble Pi (Скромне Пі) повинна бути опублікована в березні 2019 року.
Паркер часто виступає в ролі спікера на BBC Radio Four's Infinite Monkey Cage з Робіном Інс і Брайаном Кокс. Він також говорив на математичні теми на BBC News, Sky News, Channel4, CBBC, і іноді пише для „Гардіан“. По телевізору, є коментатором майже в кожному випуску You Have Been Warned (Outrageous Acts of Science). Паркер також є постійним коментатором телепрограми Outrageous Acts of Science на Discovery.
У жовтні 2017 року, Паркер створив петицію щодо оновлення знаків регулювання правил дорожнього руху Великої Британії як „геометрично правильний футбол“. У своєму відео на YouTube, він пояснив, чому нинішня футбольна форма дорожніх знаків неправильна і геометрично нездійсненна. Паркер описав теперішні дорожні знаки, як „національна ганьба“ і висловив сподівання, що клопотання буде сприяти підвищенню обізнаності громадськості та розуміння геометрії». Паркер обговорював це питання на радіопрограмі You Can't Polish A Nerd. За його словами, уряд спочатку відхилив клопотання тому, що він гуморист. До листопада 2017, петиція набрала більше 21 000 підписів. Уряд Великої Британії відреагував, сказавши, що «нинішній футбольний символ має ясний сенс і його розуміє громадськість. Змінювати дизайн, щоб показати точну геометрію не доречно в цьому контексті». Паркер сказав, що він відчував «, як Департамент транспорту не читав петицію правильно». В офіційній відповіді він заявив, що це буде занадто дорогим, щоб замінити всі встановлені знаки; однак, Паркер сказав, що він тільки попросив «прецедент для нових знаків». Щодо точної геометрії футбол, Паркер сказав, що він «не просить змінити кутів та розмірів дорожніх знаків, лише для того, щоб вони бути більш схожими на футбол».
Разом з іншим YouTube популяризатором математики, Ві Харт, Паркер виграв 2018 комунікації премії Об'єднаного ради з математики за «доведення важливості математики для всесвітньої аудиторії через YouTube відео, телебачення і радіо, книги і газети, а також стенд-ап Комедії».

## Внесок рекреаційної математикою
Паркер представив концепцію рекреаційної математики зщепленням чисело в ціле число з тією властивістю, що корінь з цілого числа, при виражених в базу б, містить вихідне саме ціле до або безпосередньо після десяткової крапки послідовність [[OEIS:{{{id}}}|{{{id}}}]] з Онлайн енциклопедії послідовностей цілих чисел, OEIS.
Паркер намагався створити 3х3 магічний квадрат через квадрат числа. Його спроба, показана нижче, це не точний магічний квадрат, тому що він має деякі номери більше одного разу, і тому, що діагональ 23-37-47, не сумується в 3051, на відміну від будь-якого іншого рядка, стовпця чи діагоналі. Це називається Квадрат Паркера, яка стала «талісманом для людей, які спробували, але в загальному підсумку не дотягнули». Це також метафора того, що це майже вірно, але не зовсім.
| 292 | 12  | 472 |
| 412 | 372 | 12  |
| 232 | 412 | 292 |

На конференції MathsJam 2016, Паркер говорив про те, що він назвав «letterwise магічні квадрати». Він вважав, що він був першим, щоб знайти магічні квадрати, але на 5 травня 2017 року він опублікував відео, з поясненням того, як магічні квадрати були більш відомий як alphamagic квадратів.
Разом з товаришкою по математиці Ганною Фрай, Паркер розробив алгоритми, щоб збільшити шанси на перемогу в настільній грі Монополія.
У 2018 статистика конференції, організованої Королівським статистичними суспільством, Паркер намагався продемонструвати основному населенню оцінку методів, таких як метод подвійного охоплення з учасниками конференції. Однак, його оцінюють в 204 був широко неправильно порівняно з даними про відвідуваність, що забезпечило 475 статистиків у зборах. Паркер намагався примирити цю недооцінку додавши посилання на його відповідь як «правильний порядок». Посилаючись на свою попередню роботу з квадратом Паркера, глядачі охрестили цей промах як метод і як результат розподілу Паркера (Parker Distribution) або статистики Паркера (Parker Statistics).

## Особисте життя
В липні 2014 року Паркер одружився з геліофізикинею Люсі Грін. Пара носить обручки з метеоритного заліза. Він зараз живе в Годалмінгу, Англія.